# Centre de hautes études administratives
Le Centre de hautes études administratives est un centre de formation continue français institué par l'ordonnance du 9 octobre 1945 portant également création de l'École nationale d'administration et des Instituts d'études politiques et destiné à développer les connaissances politiques et administratives des hauts fonctionnaires. Le centre est mis en sommeil en 1964 après vingt-deux sessions de formation organisées entre 1947 et 1963.

## Historique
Après un premier projet d'« École polytechnique administrative » conçu par Jules Moch et abandonné, Jean Zay dépose le 5 août 1936 un projet de loi prévoyant la création d'une école nationale d'administration composée de deux degrés d'enseignement. Le deuxième degré, le Centre de hautes études administratives, est destiné à former pendant deux ou trois ans les fonctionnaires ayant une certaine expérience parmi lesquels seraient recrutés les membres des grands corps de l'État, les concours d'entrée étant supprimés. Le Sénat fait barrage. 
En avril 1945 le général de Gaulle confie à Michel Debré qui, alors jeune auditeur du Conseil d'État, avait déjà participé à la réflexion sur le projet de 1936, la charge d'une mission de réforme de la fonction publique. Celle-ci aboutit à la promulgation de l'ordonnance n° 45-2283 du 9 octobre 1945 relative à la formation, au recrutement et au statut de certaines catégories de fonctionnaires et instituant une direction de la fonction publique et un conseil permanent de l'administration civile, portant également création de l'École nationale d'administration, des Instituts d'études politiques et du Centre de hautes études administratives.
L'exposé des motifs de l'ordonnance indique : « Le centre de hautes études a pour mission de donner une formation complémentaire à des fonctionnaires déjà mûris par l'expérience et même, exceptionnellement, à des hommes ayant fait leurs preuves dans des activités privées et que l'État jugera bon d'appeler à son service. Les études poursuivies dans ce centre n'auront point un caractère scolaire. La confrontation des idées et des expériences formera la base de son enseignement. Le diplôme délivré par le Centre de hautes études ne conférera aucun droit ; il attestera simplement une vocation et une aptitude. »
Le titre III relatif au Centre de hautes études administratives précise : « Le centre parfait la formation nécessaire à l’exercice de hautes fonctions publiques. Il organise l’étude des problèmes relatifs à la France d'outre-mer. Il complète la préparation à la gestion et à la surveillance d’entreprises industrielles et commerciales nationalisées ou contrôlées par l'État. Peuvent [y] être admis des fonctionnaires métropolitains ou d’outre-mer, des ofﬁciers des armées françaises ainsi que, à titre exceptionnel, toute autre personne française ou étrangère. »
Tandis que les Instituts d'études politiques et l'École nationale d'administration assurent la formation initiale des futurs cadres supérieurs de la fonction publique, le Centre de hautes études administratives est chargé du perfectionnement des hauts fonctionnaires en poste. Il assure en particulier le développement de leurs connaissances politiques et administratives dans l'objectif d'élever le niveau de la haute fonction publique.
En créant cette structure, l'ordonnance jetait déjà les prémices de la formation permanente. Pourtant, dès la 23e session, en 1963, ce « troisième pilier » de la formation des hauts fonctionnaires cesse ses activités, sans être pour autant dissous. Jean-Luc Bodiguel rapporte ainsi : « Jamais il n'y eut assez de crédits pour organiser convenablement stages, missions et enquêtes et pour y détacher des fonctionnaires provinciaux [...] Aucun avantage de carrière (pécuniaire ou statutaire) n'attirait le fonctionnaire dans un Centre de hautes études administratives vers lequel les directions de personnel ne paraissent guère avoir encouragé les candidatures. »
Des projets de réforme successifs envisagent cependant toujours l'intégration à l'ENA des fonctionnaires en poste prioritairement à celle des étudiants. Ainsi en 1972, le Parti socialiste suggère, dans son programme de gouvernement, de transformer l'ENA en « Centre de hautes études administratives accessible aux fonctionnaires ayant effectivement acquis un minimum d'expérience ». 
À l'occasion de la discussion à l'Assemblée nationale du projet de loi relatif à la modification du statut général des fonctionnaires le 5 octobre 1982 Jean-Pierre Michel, rapporteur de la commission les lois, évoque encore la nécessité de redonner vie au Centre de hautes études administratives afin d'assurer la formation complémentaire après trois à cinq ans de services des fonctionnaires sortis de l'ENA qui pourraient seulement alors concourir aux emplois des grands corps de l'État, désamorçant ainsi le classement de sortie de l'École.
Peine perdue puisque l'article 27 de la loi n° 2007-1787 du 20 décembre 2007 relative à la simplification du droit abroge les articles 10 et 11 de l'ordonnance de 1945 mettant fin « officiellement » à l'existence du Centre de hautes études administratives, quarante-trois ans après sa disparition effective. En janvier de la même année est annoncée la dissolution de l'association des auditeurs et anciens auditeurs du Centre de hautes études administratives dont l'annuaire a déjà cessé de paraître en 1977.

## Sujets d'étude
Une trentaine d'auditeurs d'horizons divers sont regroupés, lors de sessions de trois mois en alternance, pour la réalisation de travaux communs, étayés par des enquêtes de terrain, traitant de questions d'actualité et donnant lieu à des rapports intermédiaires et de synthèse. Les auditeurs bénéficient d'exposés comme celui de Louis Armand en 1951 sur le problème des transports. 
En 1953, un rapport de la neuvième session porte sur l' Apport de la France dans l'assistance technique internationale,, tandis qu'un autre décrit, lors de la dixième session, l' Action de l'État en matière de recherche scientifique et technique,. Le rapport final de la treizième session qui se tient du 15 octobre 1953 au 13 février 1954 traite de la Protection des populations civiles contre les sinistres du temps de guerre. La quinzième session, en 1955, propose comme thème de réflexion les Moyens d'action dont disposent l'État et les entreprises pour agir sur la conjoncture. Le premier groupe établit un rapport sur la Prévision économique devant l'opinion publique,, le rapport général concluant sur la Mise en valeur des régions déshéritées de France,. La dix-septième session se déroule, du 14 mars au 13 juillet 1957 autour du thème de la Promotion Sociale, le rapport final décrivant l'Étude des mesures de tous ordres à prendre pour élargir l'accès des fonctions de responsabilité et de direction dans les Services publics et dans les entreprises. La vingtième session, du 11 février au 9 juillet 1960, traite du Rôle et [de] la mission de l'administration en face du problème de la prolongation de la vie humaine,.

## Brevet
Le rapport établi en 2006 par Jean-Luc Bodiguel et Jean-Pierre Le Crom pour le ministère de l'Emploi, de la Cohésion sociale et du Logement signale l'obtention du brevet du Centre de hautes études administratives dans seulement deux dossiers de cadres et cinq dossiers de cadres supérieurs de cette administration. 

## Directeurs
- Henri Bourdeau de Fontenay
- Jean Hourticq[28]

## Directeurs des travaux
- Louis Armand
- Louis Chevalier
- Paul-Henri Maucorps[29]

## Auditeurs
- André Angladette[30]
- Robert Auzelle
- Jean Béliard[31]
- Jean Calvayrac[32],[33] (1911-2006), contrôleur d'Etat, rapporteur à la Cour des comptes
- Robert Brichet[34]
- Alphonse Gardie (1913-2002), Secrétaire Général de l'Assistance publique à Paris et Secrétaire général de Association Claude-Bernard
- Bernard Guerrier de Dumast
- Baham Ould Mohamed Laghdaf[35]
- Roger Lamoise[36]
- Stanislas Mangin
- Georges Meunier[37]
- Pierre-Marie-André-Hugues Nielly[38]
- Edgard Pisani
- Sam Sary
- Guy Sénac de Monsembernard